# 10 fenigów gdańskich 1923
10 fenigów gdańskich 1923 – moneta dziesięciofenigowa, wprowadzona do obiegu 18 grudnia 1923, po ustanowieniu 20 listopada 1923 przez sejm i senat Wolnego Miasta Gdańska nowej waluty – guldena gdańskiego, równego stu fenigom gdańskim. Moneta została wycofana z obiegu 1 października 1932 r. rozporządzeniem Senatu Wolnego Miasta Gdańska z 6 lipca 1932 r.

## Awers
W centralnej części znajduje się herb Gdańska w wieloboku, pod herbem rok bicia (zapisany w formie: 19 23 ).

## Rewers
Umieszczono tu nominał 10, po jego bokach poziome linie, poniżej napis „Pfennige”, pod nim pozioma linia, pod nią napis „Freie Stadt”, poniżej pozioma linia, a na dole napis „Danzig” (pol.: 10 Fenigów Wolne Miasto Gdańsk).

## Nakład
Monetę bito w mennicy w Berlinie na krążku z miedzioniklu z  rantem gładkim o  średnicy 21,5 mm i masie 4  gramów. Autorem projektu był F.  Fischer. Nakład monety wynosił 5 000 000 sztuk.
Istnieją egzemplarze bite stemplem lustrzanym.

## Opis
Projekt monety jest zbliżony do projektu pięciofenigówki gdańskiej wzoru z 1923 r.

Moneta została zastąpiona w obiegu dziesięciofenigówką z 1932 r.